# 2607-es mellékút (Magyarország)
A 2607-es számú mellékút egy 18,5 kilométeres hosszúságú, négy számjegyű mellékút Borsod-Abaúj-Zemplén vármegye északi részén.

## Nyomvonala
A 2603-as útból ágazik ki, annak 19+650-es kilométerszelvénye közelében, Ragály területén, északkelet felé. 2 kilométer után lép át Imola területére, annak központját a 4+400-as kilométerszelvénye közelében éri el. Kánó nevű kistelepülés a következő útjába eső község, aminek a területét a 7., központját a 9,5. kilométerénél éri el.
A 10+350-es kilométerszelvénynél torkollik bele a rövid 2628-as út, majd 12 kilométer megtétele után éri el Felsőtelekest, aminek központja a 13+500-as kilométerszelvénye előtt van egy kicsivel; ott ágazik ki belőle a 2609-es út. Alsótelekesnek csak a külterületét érinti – a 15+300-as kilométerszelvénynél ágazik ki észak felé a település központjába vezető 26 107-es út, majd az utolsó települése Szuhogy. A 2611-es útba torkollik be, annak 5+150-es kilométerszelvényénél.
Teljes hossza az országos közutak térképes nyilvántartását szolgáló kira.gov.hu adatbázisa szerint 18,513 kilométer.

## Települések az út mentén
- Ragály
- Imola
- Kánó
- Felsőtelekes
- Alsótelekes
- Szuhogy